# Rifugio Monte Bianco
Das Rifugio Monte Bianco (auch Rifugio Monte Bianco CAI-UGET) ist eine Schutzhütte im Aostatal in den Grajischen Alpen. Sie liegt in einer Höhe von 1700 m im Seitental Val Veny innerhalb der Gemeinde Courmayeur auf dem La Fodze genannten Gelände. Die Hütte wird von Anfang Dezember bis Ende März sowie von Mitte Juni bis Mitte September bewirtschaftet und bietet in dieser Zeit 71 Bergsteigern Schlafplätze. 

## Anstieg
Die Schutzhütte kann per Automobil erreicht werden. Alternativ kann man das Rifugio Monte Bianco binnen 30 Minuten vom Parkplatz Bivio Plan Ponquet erreichen.

## Geschichte
Die Schutzhütte wurde im Jahr 1952 errichtet. Die letzte Renovierung des Gebäudes erfolgte im Jahr 2003.

## Tourenmöglichkeiten

### Übergänge
- Übergang zur Schutzhütte Rifugio Elisabetta Soldini Montanaro (2168 m) über das Rifugio Maison Vieille am Col Chécrouit.

### Gipfeltouren
Folgende Gipfel oder Pässe können von der Hütte erreicht werden:
- Monte Chétif – (2343 m)
- Col Chécrouit – (1956 m)
- Pré de Pascal – (1912 m)